# Tour de Grisset
La Tour de Grisset est le vestige de la cella d'un fanum (temple gallo-romain) située à Fréteval, dans le Loir-et-Cher, en France.
Si le monument en lui-même n'est pas fouillé, des recherches partielles menées au milieu des années 1960 dans son environnement révèlent la présence d'un ensemble thermal et d'une série de structures à la fonction encore indéterminée ; l'hypothèse d'une petite agglomération secondaire ou d'un centre de pèlerinage est posée.
Les vestiges du fanum, remarquablement conservés pour un monument probablement construit au IIe ou IIIe siècle, sont inscrits comme monuments historiques en 1948 ; en 1991, la protection est étendue à l'ensemble du site archéologique.

## Localisation

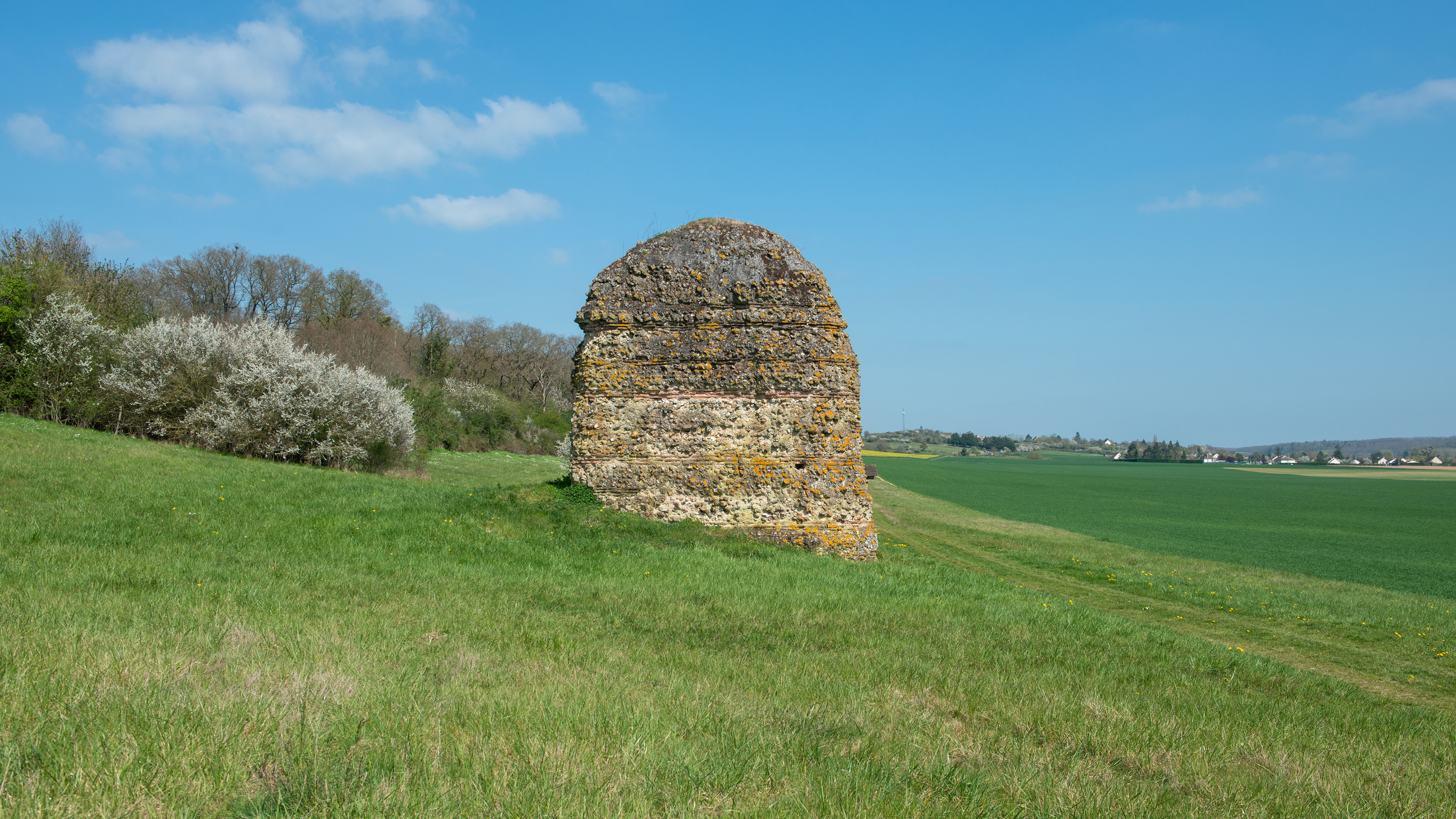
La tour sur la pente du coteau.

La tour est située sur la commune de Fréteval, à 2 km au nord-ouest du chef-lieu communal, à 1 km de la rive droite du Loir et en bordure de la N 10. Elle est établie à une altitude de 103 m, sur une zone de colluvions au niveau des premières pentes d'un coteau qui domine d'une cinquantaine de mètres la vallée du Loir.
Dans la géographie antique, le site se trouve dans la partie occidentale du territoire carnute.

## Historique des études et des recherches

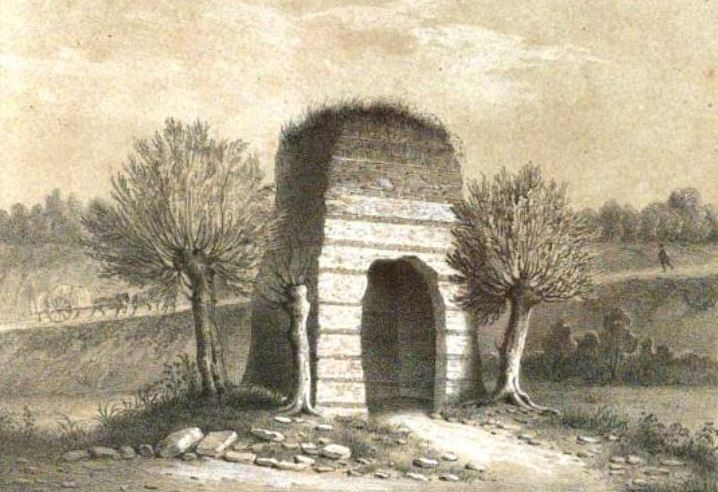
La tour par Gervais Launay (1849).

Aucune mention de la tour n'est connue avant le XIXe siècle et c'est en 1849 que sont publiés une description et un premier dessin représentant le fanum. Au début du XXe siècle, des pans de murs appartenant à d'autres bâtiments antiques sont encore visibles et quelques études ponctuelles sont alors menées, mais après la Première Guerre mondiale, l'intérêt retombe, le site reste difficile d'accès dans un environnement de buissons et de taillis et les vestiges du fanum ne sont inscrits au titre des monuments historiques qu'en 1948.
En 1963, le président de la société archéologique du Vendômois est alerté de la possible existence d'autres vestiges que le fanum. Des fouilles commencent en 1964 au niveau de ce qui s'avère être un complexe thermal. Fin 1965, le propriétaire du site exige l'arrêt des opérations et fait procéder au nivellement du terrain. Au cours de cette période, la tour de Grisset en elle-même ne fait pas l'objet d'études spécifiques.
À partir de 1968, et notamment en 1976, à la faveur de la sécheresse, des campagnes de prospection aérienne décèlent la présence d'autres bâtiments, qui ne sont pas fouillés, permettant le dépôt d'un dossier de demande de protection auprès du ministère de la Culture, qui aboutit à l'inscription de l'ensemble du site en 1991,. Un relevé architectural exhaustif est réalisé en 1995 dans le cadre d'un master en archéologie préventive.

## Description

### Lefanum
La tour de Grisset est le vestige de la cella d'un temple antique de type fanum.
Le monument mesure extérieurement 6,80 × 6,15 m pour des dimensions intérieures de 3,65 × 3,60 m et une hauteur sous la voûte en berceau de 7,15 m. La hauteur des murs conservés de la cella (8,60 m au niveau de l'extrados de la voûte) est rare, les temples étant bien souvent arasés à moins d'un mètre au-dessus du sol.
L'appareillage fait appel à deux parements de moellons en petit appareil de silex — ce dernier est peut-être d'origine locale, présent dans les colluvions issus des argiles à silex sur lesquels le temple est bâti — alternant avec des lits de deux ou trois rangées de terres cuites architecturales disposés à intervalles réguliers dans l'élévation ; ils encadrent un noyau en blocage, la largeur totale du mur atteignant 1,3 m. Il est possible, mais difficile à montrer en raison de l'état de dégradation du parement, qu'il ait présenté des motifs géométriques par un jeu de moellons de couleurs différents, comme c'est attesté pour le temple du site archéologique de Cherré à Aubigné-Racan (Sarthe). Les terres cuites architecturales interviennent également dans la voûte de la cella. Selon Isabelle Fauduet, la cella est éclairée par trois ouvertures rectangulaires surmontées d'un linteau de briques.
Le temple a pu être construit vers la fin du IIe ou la première moitié du IIIe siècle. Sa cella se trouvait, à la fin des années 1990, exactement au centre d'une toute petite parcelle cadastrale (environ 12 × 10 m), qui pourrait être la survivance d'une structure antique accompagnant la cella, peut-être la galerie périphérique du temple. Un mur, encadrant cet ensemble sur au moins trois côtés (il n'est pas reconnu vers le nord-ouest, excepté peut-être dans l'un de ses angles), est interprété comme celui du péribole du temple.

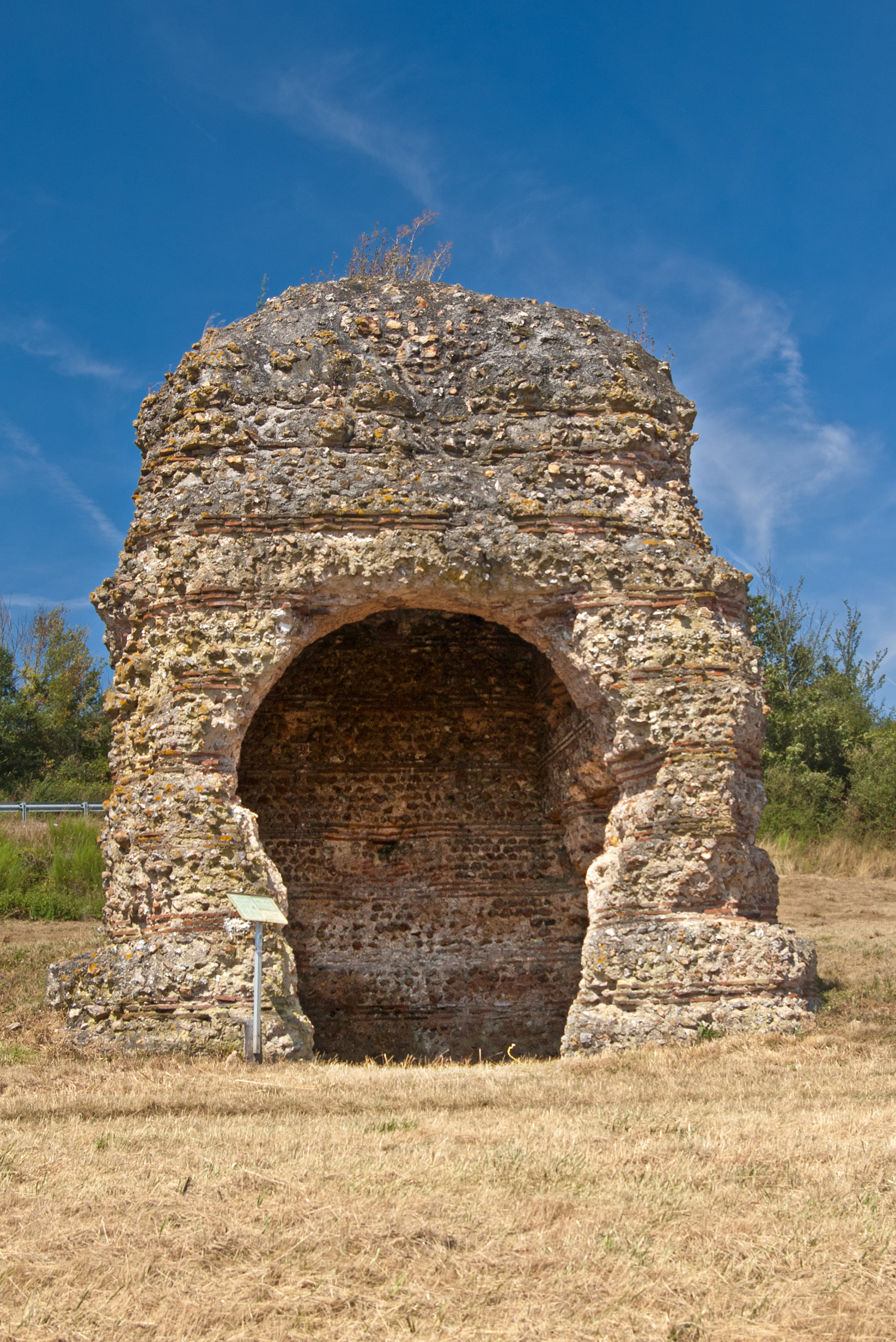
Façade orientale.
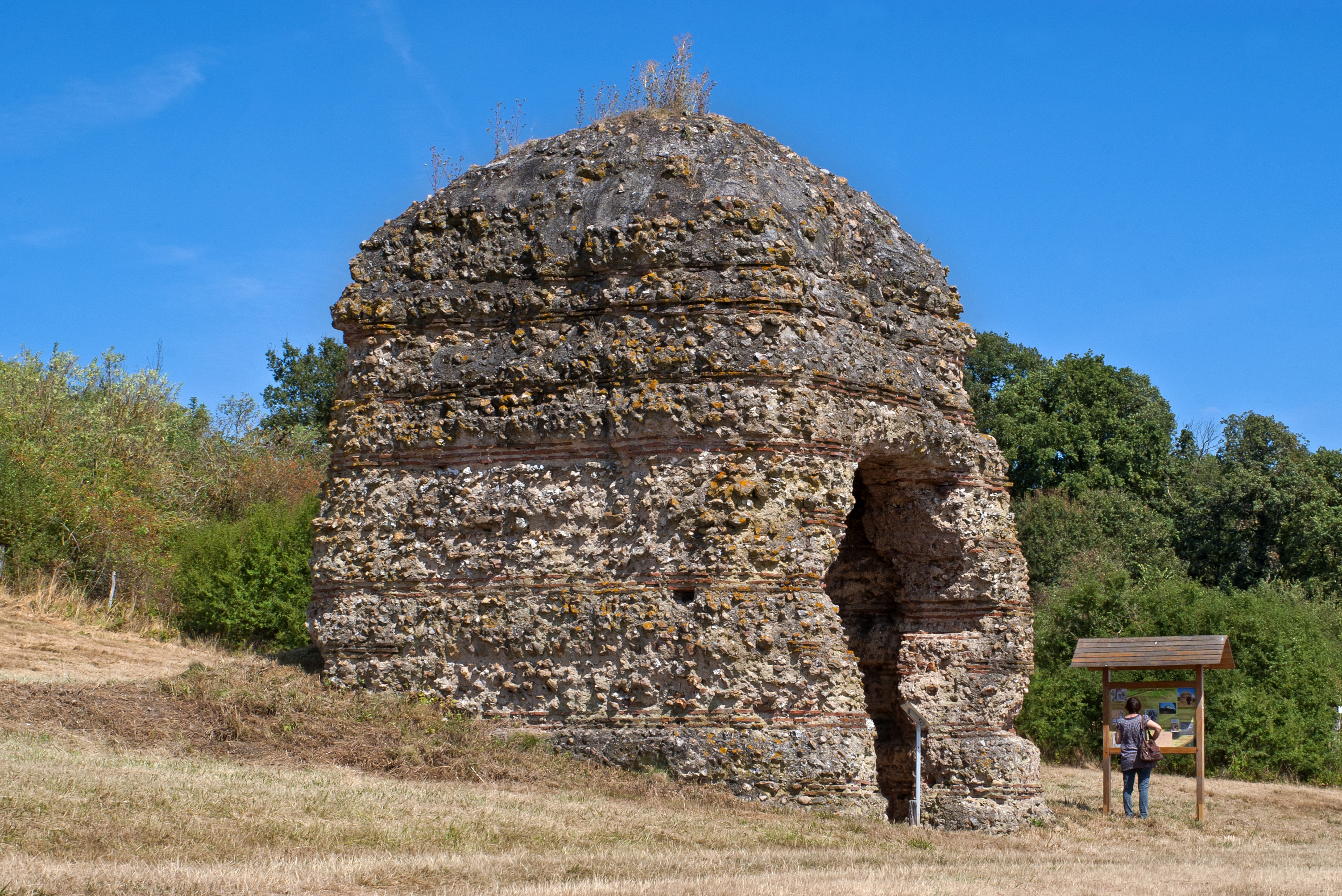
Vue latérale.
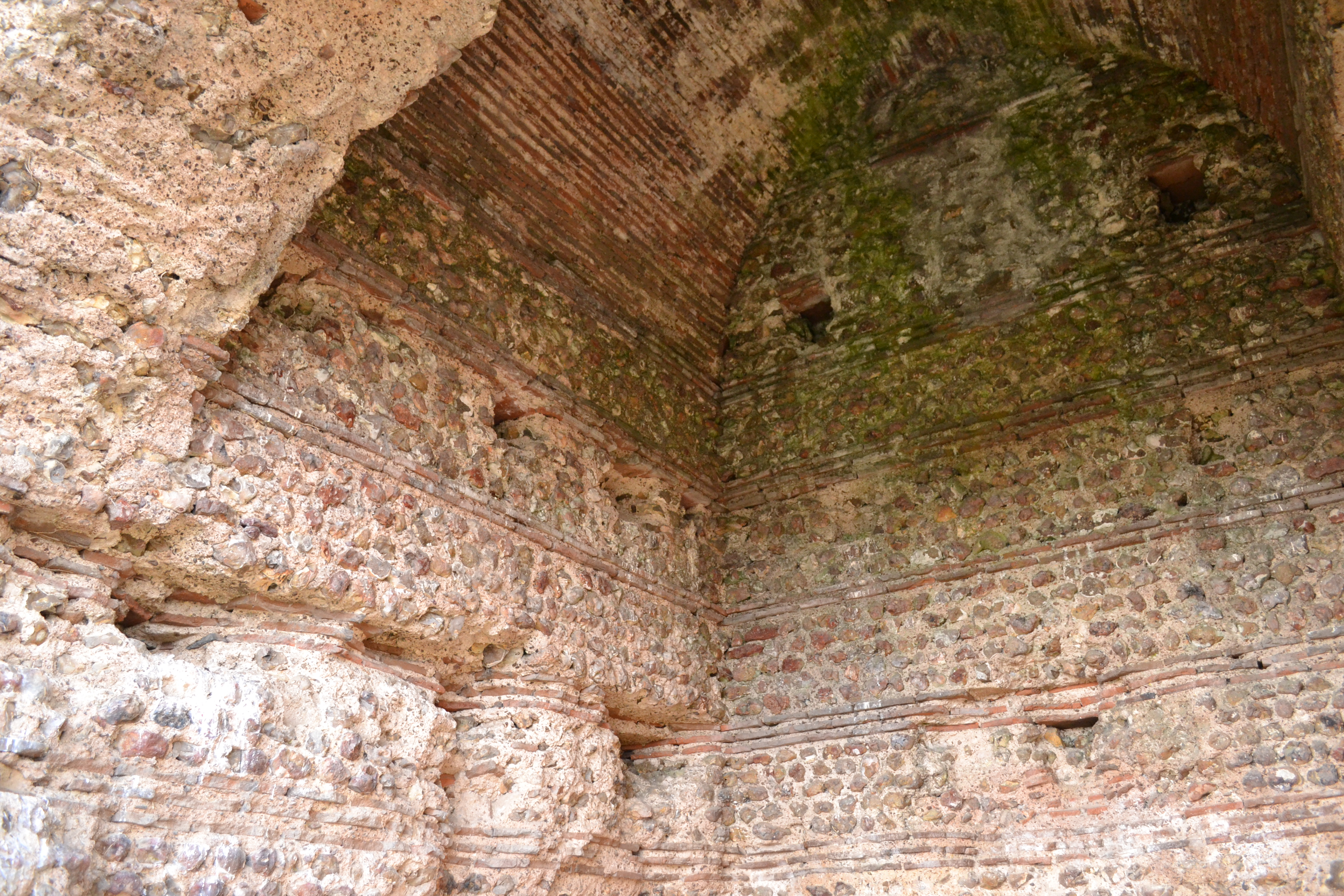
Détail de l'appareillage.
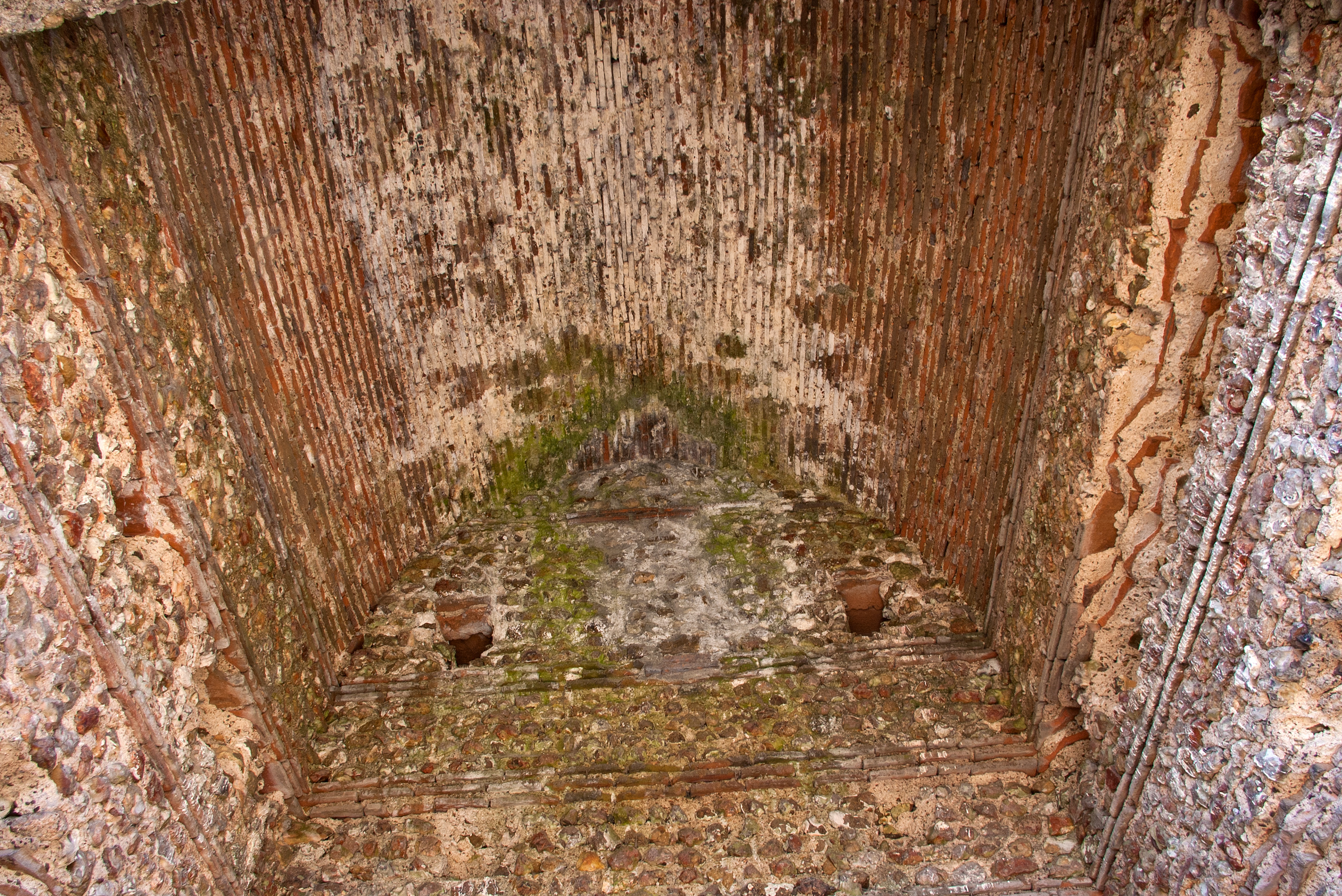
Intrados de la voûte.

### La tour de Grisset dans son contexte archéologique

Plan du site.

Le temple dont la tour de Grisset est un vestige n'est qu'une partie d'un vaste complexe.
Cet ensemble comporte des thermes au sud-est du fanum. Bien qu'ils ne soient que partiellement fouillés, la présence d'hypocaustes suffit à attester de la fonction de ces bâtiments. Au nord-ouest, leur emprise semble rejoindre le possible péribole de la tour.
Sont également mis au jour un dispositif d'adduction ou d'évacuation d'eau et des bâtiments à la fonction non encore définie, décelés grâce à des campagnes de prospection aérienne ; deux d'entre eux, de part et d'autre des thermes, pourraient également être des fana, peut-être reliés par une sorte de portique.
Une voie antique, de Vindunum (Le Mans) à Cenabum (Orléans), passait probablement à proximité du site.
De possibles traces d'activité artisanale (poterie) sont relevées. Deux objets, retrouvés dans les fouilles des thermes, sont dans un premier temps interprétés comme des pesons de métier à tisser ; leur ré-examen suggère plutôt des dispositifs destinés à entretoiser les doubles parois d'un mur pour y faciliter la circulation de l'air chaud : leur présence serait donc plus spécifiquement liée aux thermes.
En raison du caractère partiel et assez ancien des fouilles, la nature du complexe archéologique reste difficile à appréhender. Michel Provost, en 1988, penche plutôt pour un centre de pèlerinage lié à un sanctuaire des eaux en raison de l'absence d'un édifice de spectacles et de bâtiments incontestablement dédiés à l'habitat ; pour lui, le fanum est la première construction du site, que viennent par la suite compléter les thermes et des bâtiments annexes. Pour Christian Cribellier en revanche, l'ensemble, en raison de la dispersion spatiale des vestiges retrouvés et de leur orientation sensiblement identique, doit être considéré comme une petite agglomération secondaire antique qui aurait pu se construire peu à peu autour du sanctuaire selon un plan prédéfini : c'est la thèse qu'il soutient dans une publication de synthèse consacrée aux agglomérations secondaires antiques de la région Centre ; cette position est également celle de Claude Leymarios, principal fouilleur du site.